# Arturo Mina
Arturo Rafael Mina Meza (Rio Verde, 1990. október 8. –) ecuadori labdarúgó, a Yeni Malatyaspor hátvédje.